# Grgar
Grgar este o localitate din comuna Nova Gorica, Slovenia, cu o populație de 748 de locuitori.